# Leptochilus lorestanicus
Leptochilus lorestanicus är en stekelart som beskrevs av Gusenleitner 1995. Leptochilus lorestanicus ingår i släktet Leptochilus och familjen Eumenidae. Inga underarter finns listade i Catalogue of Life.